# 松藤光生
松藤 光生（まつふじ みつお、1981年4月22日 - ）は、神奈川県出身の元バスケットボール選手である。ポジションはG。175cm、70kg。2008年まで豊田通商でプレーした松藤貴秋は実兄。高校の同期に俳優の野久保直樹がいる。現在は沼津中央高校で女子バスケットボール部の監督。

## 来歴
興誠高校から中京大学を経てオーエスジーに入社。
2007年、兄が所属する豊田通商に移籍。
2008-09シーズンはJBL2優勝に貢献しMVPを受賞した。
2009-10シーズン、V2に貢献し引退。

## 経歴
- 興誠高校 - 中京大学 - オーエスジー（2004年〜2007年） - 豊田通商（2007年〜2010年）

## 受賞歴
- JBL2 2008-09MVP・ベスト5